# Stara Różanka
Stara Różanka (niem. Alt Rosenthal) – wieś w Polsce, w województwie warmińsko-mazurskim, w powiecie kętrzyńskim, w gminie Kętrzyn, położona przy drogach wojewódzkich nr 591 i nr 650.
W latach 1975–1998 miejscowość należała administracyjnie do województwa olsztyńskiego.

## Nazwa
12 listopada 1946 r. nadano miejscowości polską nazwę Stara Różanka.

## Historia
Miejscowość była pierwotnie lokowana w 1399 r. na prawie chełmińskim. Po zniszczeniach w czasie wojny trzynastoletniej wielki mistrz krzyżacki Martin Truchsess von Wetzhausen lokował ją ponownie na 60 włókach, w tym 4 włóki na uposażenie kościoła. W opisach Starej Różanki wzmiankowany jest tam proboszcz, ale parafii takiej nie ma w wykazach wsi kościelnych ujętych w archiprezbiteriatach warmińskich. W 1540 r. kościół w Starej Różance występował już jako kościół filialny luterańskiej parafii św. Jerzego w Kętrzynie, a później w Czernikach. Kościół ten rozebrano w 1725 roku (nieużytkowany ze względu na brak wiernych – w miejscowości mieszkali bracia polscy). W 1692 r. w Starej Różance sołtysem był Antoni Miłosowicz, który był właścicielem karczmy i 3 włók ziemi. W Starej Różance w 1697 r. osiedlił się Samuel Suchodolec (Suchodolski), który otrzymał od elektora Fryderyka, późniejszego króla Prus, 16 włók ziemi. Po Samuelu w Starej Różance gospodarzył jego syn Fryderyk Samuel. Suchodolscy utrzymywali kontakty z innymi braćmi polskimi w Prusach. Potomkowie Suchodolskich ze Starej Różanki byli właścicielami Kwiedziny. W miejscowości w 1729 r. powstała szkoła publiczna (przypuszczalnie wcześniej była tam szkoła braci polskich). W XVIII w. mieszkańców miejscowości zdziesiątkowała dżuma. W 1913 r. właścicielem staroróżaneckiego majątku o powierzchni 365 hm² (ha) był Paul Feyerabend.
W 1944 r. w polu, na zachód od Starej Różanki, uruchomiona została stacja radarowa typu „Würzburg”. Podobnego typu stacja była najprawdopodobniej na Diablej Górze. W 1944 r. stacje radarowe weszły w system zabezpieczeń związanych z ewentualnym atakiem lotnictwa na pobliską kwaterę główną Hitlera w Wilczym Szańcu lub którąś z kwater pomocniczych. Po stacji radarowej w Starej Różance pozostały ruiny wysadzonego schronu dla obsługi oraz betonowe postumenty do umocowania urządzeń technicznych stacji.
W Starej Różance zachował się murowany wiatrak typu holenderskiego z XIX wieku. Wiatrak ten w latach 70. XX w. adaptowany został przez kętrzyński „Agrokomples” – Kętrzyńskie Zjednoczenie Rolniczo-Przemysłowe na zajazd o nazwie „Belje”. Obecnie zajazd jest własnością prywatną.